# Xã Rocky Fork, Quận Boone, Missouri
Xã Rocky Fork (tiếng Anh: Rocky Fork Township) là một xã thuộc quận Boone, tiểu bang Missouri, Hoa Kỳ. Năm 2010, dân số của xã này là 8.397 người.